# 東京コレクション (アルバム)
『東京コレクション』（とうきょうコレクション）は、2012年2月15日にEMIミュージック・ジャパンより発売された日本のバンド・東京事変のライブベストアルバム。
初回生産分のみ紙ジャケット仕様。同日にはライブ・ビデオ『Discovery』も同時発売された。

## 概要
これまで行ってきたライブの中から厳選された音源が収録されたライブベストアルバム。新曲「三十二歳の別れ」を含む全14曲収録。元々、椎名の「ベストアルバム嫌い」があったため、2008年にバンド結成5周年を迎えても発売されていなかったが、解散を機にライブベストとして変わった形でのリリースとなった（その後、CD音源でのベストアルバム『総合』が2021年に発売）。曲順は当時最新のライブ音源から初期のライブ音源へ、遡るように収録されている。
東京事変のアルバムチャート首位獲得は、『大発見』以来通算4作目となった。ライブアルバムの首位獲得は2000年9月25日付で椎名林檎の『絶頂集』が記録して以来、11年5ヶ月ぶりとなった。

## 収録曲
全作詞：椎名林檎（注記を除く）
| #   | タイトル                     | 作詞 | 作曲               | 録音                                      |
| --- | ---------------------------- | ---- | ------------------ | ----------------------------------------- |
| 1.  | 「三十二歳の別れ」           |      | 椎名林檎           | 2011年12月7日／東京国際フォーラム ホールA |
| 2.  | 「禁じられた遊び」           |      | 伊澤一葉・椎名林檎 | 2011年12月7日／東京国際フォーラム ホールA |
| 3.  | 「かつては男と女」           |      | 浮雲               | 2011年12月7日／東京国際フォーラム ホールA |
| 4.  | 「キラーチューン」           |      | 伊澤一葉           | 2010年5月12日／東京国際フォーラム ホールA |
| 5.  | 「OSCA」(作詞：浮雲)         |      | 浮雲               | 2010年5月12日／東京国際フォーラム ホールA |
| 6.  | 「ミラーボール」(作詞：浮雲) |      | 浮雲               | 2008年8月24日／Tokyo Dome City Hall       |
| 7.  | 「復讐」                     |      | 浮雲               | 2007年11月21日／Zepp Tokyo                |
| 8.  | 「ピノキオ」(作詞：伊澤一葉) |      | 伊澤一葉           | 2007年11月21日／Zepp Tokyo                |
| 9.  | 「閃光少女」                 |      | 亀田誠治           | 2007年11月21日／Zepp Tokyo                |
| 10. | 「透明人間」                 |      | 亀田誠治           | 2006年5月26日／NHKホール                  |
| 11. | 「丸ノ内サディスティック」   |      | 椎名林檎           | 2006年5月26日／NHKホール                  |
| 12. | 「スーパースター」           |      | 亀田誠治           | 2005年2月9日／名古屋センチュリーホール    |
| 13. | 「群青日和」                 |      | H是都M             | 2005年2月9日／名古屋センチュリーホール    |
| 14. | 「夢のあと」                 |      | 椎名林檎           | 2005年2月9日／名古屋センチュリーホール    |